# Онифери
Онифери (итал. Oniferi) — коммуна в Италии, располагается в регионе Сардиния, в провинции Нуоро.
Население составляет 959 человек (2008 г.), плотность населения составляет 27 чел./км². Занимает площадь 36 км². Почтовый индекс — 8020. Телефонный код — 0784.
Покровителем коммуны почитается святой мученик Гавиний, празднование 25 октября.

## Демография
Динамика населения:

## Администрация коммуны
- Официальный сайт: http://www.comuneoniferi.nu.it Архивная копия от 28 декабря 2021 на Wayback Machine